# IJboulevard
De IJboulevard is een officieuze benaming voor een boulevardachtig gebied in Amsterdam-Centrum. Het is een onderdeel van de De Ruijterkade en wel dat gedeelte dat tussen het Station Amsterdam Centraal en IJ ligt. Het maakt ook onderdeel uit van de IJ-oevers.
Amsterdam was al jaren bezig het gebied ten noorden van het Centraal Station een beter aanzien te geven. In de 20e eeuw groeide het gebied uit tot tippelzone, maar renovatie (en aanpassingen) van het station en de omgeving stuurden het een totaal andere richting op. Allereerst werd het snelverkeer dat gebruik maakte van de De Ruijterkade ondergronds gelegd in de Michiel de Ruijtertunnel. Nadat die tunnel na jaren van vertraging in 2015 werd opgeleverd, moest het bovendek opnieuw ingericht worden. Daarbij moest tevens rekening gehouden worden met een te bouwen Fietsenstalling IJboulevard. Het ontwerp van beide infrastructuurdelen werd gegund aan VenhoevenCS in samenwerking met Van Hattum en Blankevoort en DS Landschapsarchitecten. Er werd voor gekozen het gebied een weids uitzicht te geven over het IJ, daar waar het Centraal Station wordt omschreven als een blokkade tussen stad en water. De vloer van de IJboulevard werd natuurstenen betegeling met enkele natuurstenen zitbanken. De lichtgrijze tinten moeten daarbij een samenspel aangaan met water en lucht. Daar er geen andere bebouwing en beplanting toe te staan ontstond een ongeremd uitzicht over de volle lengte en breedte. De ingangen voor de ondergronds fietsenstalling zijn mede daardoor aan beide uiteinden geplaatst. Die ingangen zijn te onderscheiden omdat het materiaal daarvoor een tint donkerder is genomen dan de betegeling.     
Werkzaamheden vonden plaats tussen 2019 en 2023; de fietsenstalling en boulevard werden opgeleverd in respectievelijk februari en april 2023.
De IJboulevard is geografisch de tegenhanger van de IJpromenade aan de overkant van het IJ.